# Kim (prénom)
Pour les articles homonymes, voir Kim.
Kim est un prénom. Il s'agit d'un prénom mixte, donné dans différentes cultures et pays à travers le monde, comme en Europe et aux États-Unis. En 2024, Kim fait partie des 200 prénoms les plus populaires au Royaume-Uni et aux États-Unis.
En France, ce prénom est également donné à des animaux de compagnie comme des chiens. 

## Étymologie
Le prénom Kim serait le dérivé d'un patronyme coréen, correspondant au chinois Jīn (金) : or. Ordonné à Shanghai en Chine en 1845, André Kim serait le premier prêtre de l'Église de Corée[réf. nécessaire]. 
En anglais, c'est le diminutif de Kimberley, nom d'une ville d'Afrique du Sud utilisé comme prénom.

## Fête usuelle
- 16 septembre